# Дяденко, Евгений Вячеславович
Евгений Вячеславович Дяденко (род. 23 октября 1992, Алга, Актюбинская область) — казахстанский футболист, полузащитник.

## Клубная карьера
Воспитанник актюбинского футбола. Футбольную карьеру начинал в 2013 году в составе клуба «Актобе». 30 марта 2013 года в матче против клуба «Акжайык» дебютировал в казахстанской Премьер-лиге (1:1). 1 мая 2013 года в матче против клуба «Кыран» дебютировал в кубке Казахстана (1:0). В 2015 году перешёл в состав Турецкого футбольного клуба "Алтынорду (Измир) отыграв год там сменил гражданство  и перешёл в Российский футбольный клуб " Оренбург "(Оренбург) в 2019 году из -за полученной травмы завершил карьеру игрока. 

## Достижения
«Актобе»
- Чемпион Казахстана: 2013
- Обладатель Суперкубка Казахстана: 2014[3]

## Клубная статистика
| Игровая карьера | Игровая карьера | Игровая карьера | Лига | Лига | Кубок | Кубок | Межд. | Межд. | Др. | Др. |
| --------------- | --------------- | --------------- | ---- | ---- | ----- | ----- | ----- | ----- | --- | --- |
| 2012            | Актобе          | А               | —    | —    | —     | —     | —     | —     | —   | —   |
| 2013            | Актобе          | А               | 10   | 0    | 3     | 0     | —     | —     | —   | —   |
| 2014            | Актобе          | А               | —    | —    | —     | —     | —     | —     | —   | —   |